# Schvatka v purge
Schvatka v purge (Схватка в пурге) è un film del 1977 diretto da Aleksandr Gordon.

## Trama
L'azione del film si svolge in uno dei cantieri del nord. Due banditi armati dirottano un autobus regolare. Tra gli ostaggi c'è il direttore del cantiere, un uomo coraggioso e coraggioso. Riesce anche a organizzare un rifiuto ai banditi e a salvare le persone.